# Observatorio Latting
El Observatorio Latting (del inglés: Latting Observatory) fue una torre de madera construida en Nueva York como parte de la Exposición Industrial de Todas las Naciones de 1853, junto al Crystal Palace. Estaba en el lado norte de la calle 42, entre las avenidas Quinta y Sexta, donde actualmente se encuentra el Bryant Park. Concebido por Waring Latting y diseñado por el arquitecto William Naugle, el observatorio fue una torre octogonal de madera reforzada con hierro de 96 metros de altura. Contaba con tres rellanos, situados en los tres niveles de la estructura, permitiendo a los visitantes ver desde ella Queens, Staten Island y Nueva Jersey. La torre, más alta que la torre de la Trinity Church, que tenía 88 metros; fue la estructura más alta en Nueva York desde el momento en que se construyó en 1853 hasta su incendio en 1856. La base de la torre era un cuadrado de 23 por 23 m, y podía albergar hasta a 1500 personas a la vez.

## Altura
Siendo durante su breve existencia el edificio más alto de los Estados Unidos, fue descrito posteriormente como "el primer rascacielos de Nueva York". Incluía tiendas en su base, y disponía de elevadores de vapor que permitían a los visitantes acceder a sus tres rellanos, desde donde se podía observar el entorno con los telescopios que allí había. Al anunciar el 1 de julio de 1853 la apertura del observatorio para invitados, un redactor de The New York Times escribió que "quedó sorprendido por el panorama maravilloso", llegándose a divisar entre 60 y 100 km de distancia, proporcionando una incomparable vista que no estaba disponible ni en Londres, ni en París, ni desde lo alto de la Gran Pirámide. El ascenso a la cima de la estructura fue descrito como "fatigoso, pero mejora la digestión".

## Final
El edificio fue adquirido por la Hydeville Marble Works poco después del final de la feria en 1854, pero se quemó en un incendio que comenzó entre la medianoche y la una de la madrugada del 30 de agosto de 1856 en una tienda de cobre, situada en el número 49 de la Calle 43. El fuego se extendió rápidamente y atrajo a espectadores de toda la ciudad. Sus llamas fueron visibles en toda la zona. Aunque el fuego destruyó más de doce edificios y varias familias quedaron sin hogar, no hubo heridos o víctimas mortales conocidas relacionados con el incidente. La Hydeville Marble Works, que poseía el observatorio, sufrió una pérdida de 100 000 dólares en mercancía y estructuras, de los cuales 17 500 dólares fueron cubiertos por cuatro compañías de seguros diferentes. The New York Times describió el incendio como "uno de los más destructivos que ha tenido lugar en la ciudad en mucho tiempo ..." con bienes destruidos por un monto de 150 000 dólares, en su mayoría correspondientes a la propia torre.
Los espectadores temían que la torre se derrumbara y aplastase el lado norte del Palacio de Cristal, pero el observatorio se vino abajo sobre su base en una "masa de cenizas ardientes". Bomberos de Williamsburg y de otros barrios de Brooklyn cruzaron el East River para ayudar en la extinción del incendio.